# Угольная шахта Лакаванны
Угольная шахта Лакаванны (англ. The Lackawanna Coal Mine) ― музей и бывшая угольная шахта в парке МакДейда в городе Скрантон, штат Пенсильвания, США.

## История
Угольная шахта Лакаванны была открыта Континентальной угольной компанией (Continental Coal Company) в 1903 году. Округ Лакаванна, включая и сам Скрантон, является частью Северного поля угольного региона Пенсильвании. В XIX веке на местных шахтах работали многие иммигранты из Европы. 

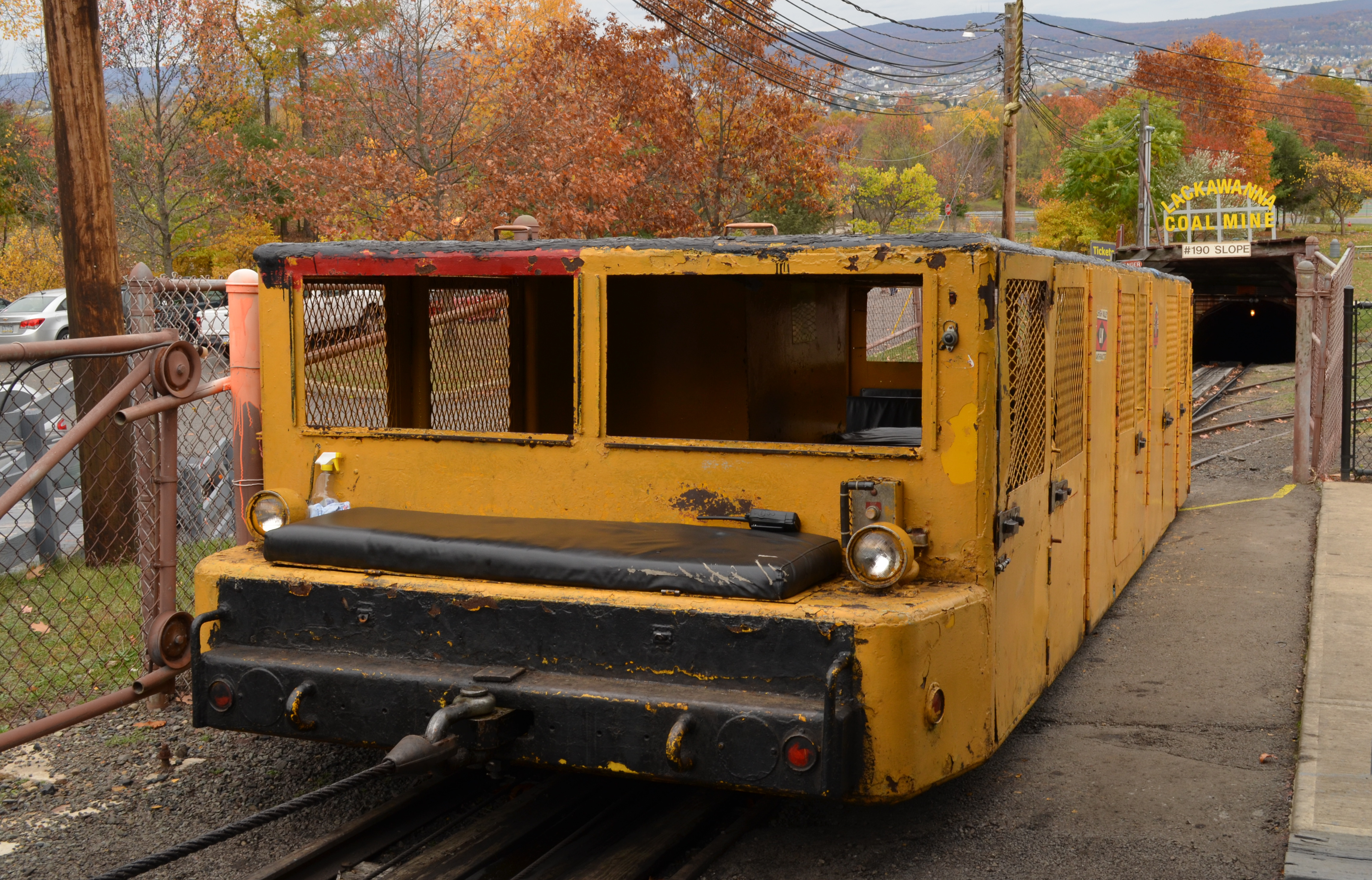
Вагонетка, которая доставляет посетителей в шахту

Рудник был закрыт в 1966 году и оставался заброшенным вплоть до 1978 года, когда в нём был обустроен музей при федеральной поддержке, выделившей на эти цели 2,5 млн. долларов. Тогда же отсюда был вывезен мусор, проложены пути для вагонетки, которая стала использоваться для перевозки посетителей в шахту, установлено электрическое освещение. Шахта была усилена стальными опорами. Открытие музея состоялось в 1985 году.
В 1987 году администрация округа Лакаванны получила федеральный грант в размере 300,000 долларов на строительство здание музея, где могли бы размещаться экспонаты.

## Экскурсии
Экскурсии в музей устроены так, чтобы посетили могли почувствовать на себе особенности работы шахтёров. Экскурсоводами являются, как правило, бывшие шахтёры или их дети.
Посетители спускаются на глубину 250 метров, после чего имеют возможность пройти пешком по коридорам заброшенной шахты. Экскурсоводы рассказывают им о различных аспектах угледобывающей промышленности в Пенсильвании и демонстрируют различные экспонаты, связанные с шахтёрской работой .

## В популярной культуре
Угольная шахта Лакаванны фигурирует в третьем сезоне телесериала «Человек в высоком замке»: по сюжету фильма в шахте располагается портал в параллельные миры.